# Friedrich Reck-Malleczewen

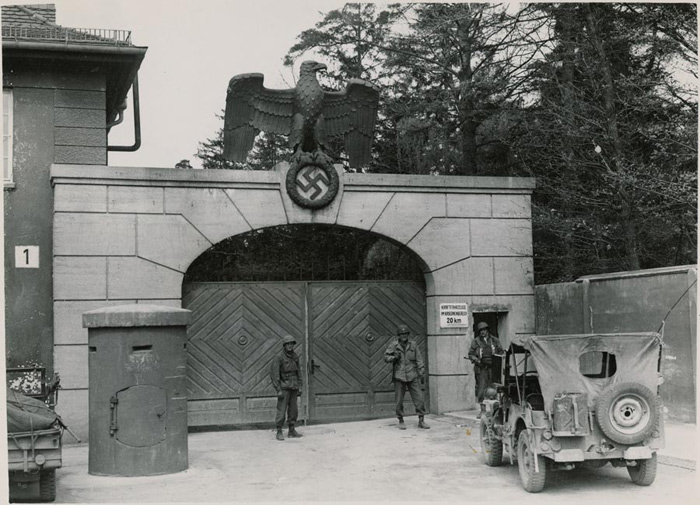
Campo de concentración de Dachau donde Reck-Malleczewen murió en 1945

Friedrich Percival Reck-Malleczewen (11 de agosto de 1884; 16 de febrero de 1945) fue un escritor alemán. Su obra más conocida es Diario de un desesperado, un diario en el que expresa su oposición a Adolf Hitler y al nazismo. Fue arrestado por los nazis y murió de tifus en el campo de concentración de Dachau.

## Vida y obra
Friedrich (Fritz) Reck-Malleczewen nació en el estado de Malleczewen, Masuria (Maleczewo, Polonia), hijo del político prusiano y terrateniente Hermann Reck. Originalmente quería ser músico, aunque finalmente estudió medicina en Innsbruck. Sirvió como oficial en el Ejército de Prusia pero dejó la carrera militar debido a su diabetes. Posteriormente contrajo matrimonio con Anna Louise Büttner en 1908. Tuvieron tres hijas y un hijo antes de divorciarse en 1930.
Graduado en 1911, Reck fue doctor de un barco, en aguas americanas, durante un año. Posteriormente fue a vivir a Stuttgart para ser periodista y crítico de teatro para el Süddeutsche Zeitung, trasladándose a Pasing, cerca de Múnich, en 1914. En 1933 Reck se convirtió al catolicismo y en 1935 se casó con Irmgard von Borcke, con quien tuvo otras tres hijas.
Durante las décadas de 1920 y 1930, Reck ejerció también como novelista, escribiendo historias de aventuras para niños. Uno de sus libros, Bomben auf Monte Carlo, fue adaptado al cine cuatro veces. Muchos de sus libros fueron prohibidos por los nazis, y muchos más no fueron publicados hasta pasados años después de su muerte. Hoy su obra más conocida es Diario de un desesperado (Tagebuch eines Verzweifelten), diario de su vida bajo el régimen nazi, al que se oponía vehementemente. Fue publicado por primera vez en 1947 y traducido al inglés por Paul Rubens en 1970.

## Arresto y muerte
Reck anotó en su diario, en octubre de 1944, que las autoridades nazis sospechaban de él. El 13 de octubre fue arrestado y acusado de "socavar la moral de las fuerzas armadas", motivo por el que podría ser castigado con la muerte en la guillotina. Después de pasar algunos días en prisión, fue liberado gracias a la sorprendente intervención de un general de las SS. Aun así, fue arrestado de nuevo el 31 de diciembre y acusado de "insultar la moneda alemana", al parecer por una carta que había escrito a su editor, en la que se quejaba de que la alta inflación estaba haciendo disminuir sus ganancias por derechos de autor. El 9 de enero de 1945, fue trasladado al campo de concentración de Dachau, donde había un gran número de personas enfermas. Pronto cayó gravemente enfermo él también: un certificado de defunción indica que podría haber muerto de tifus el 16 de febrero de ese mismo año.